# Marschnerstraße 31 (München)

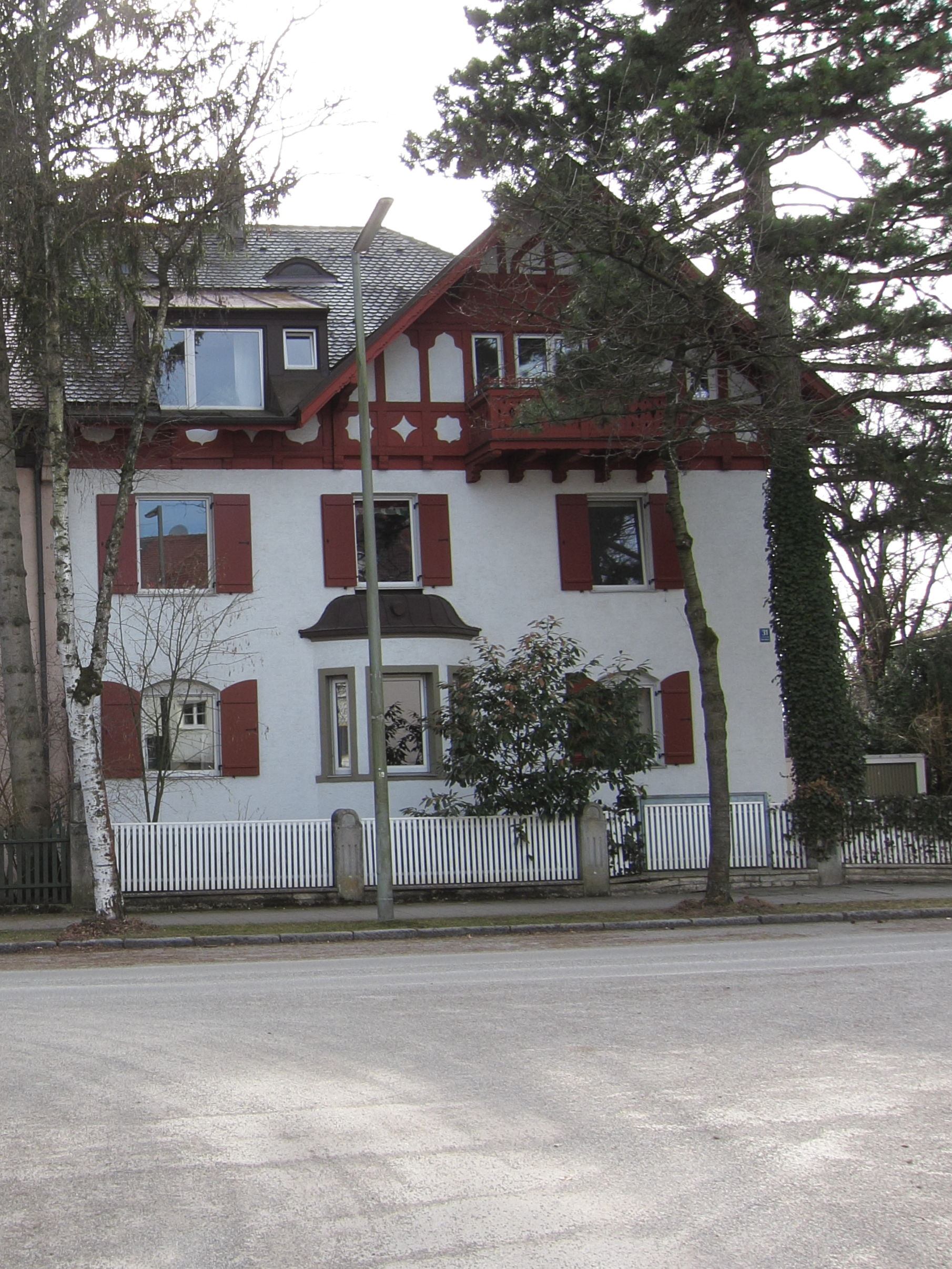
Haus Marschnerstraße 31 in Pasing

Das Wohnhaus Marschnerstraße 31 im Stadtteil Pasing der bayerischen Landeshauptstadt München wurde 1908 errichtet. Die Villa an der Marschnerstraße, die zur Villenkolonie Pasing II gehört, ist ein geschütztes Baudenkmal.
Die Doppelhaushälfte, die Nr. 29 wurde einige Jahre früher gebaut, wurde nach Plänen des Architekten Josef Ferchl errichtet. Das zweigeschossige Haus mit Fachwerk und Erker enthält pro Stockwerk eine Wohnung.